# دانشگاه رن ۲
دانشگاه رن ۲ (به فرانسوی: Université Rennes 2, UR2)، یکی از دانشگاه‌های شرق برتانی فرانسه و یکی از چهار دانشگاه در آکادمی رن است. پردیس اصلی در بخش شمال غربی شهر رن در محله ویلژان؛ نه چندان دور از پردیس دیگر، قرار دارد.